# Bob Gantt
Robert M. Gantt Jr., dit Bob Gantt, né le 22 juin 1922 et décédé le 25 octobre 1994 est un ancien joueur américain de basket-ball.

## Biographie
Bob Gantt a joué une année en Basketball Association of America (BAA), l'ancêtre de la NBA lors de la première saison en 1946-1947 avec les Capitols de Washington.
Ayant fréquenté la Durham High School en Caroline du Nord, puis l'université Duke, dans la même ville, Gantt fut intronisé au North Carolina Sports Hall of Fame en 1978.